# Velika nagrada Frontieresa 1936
Velika nagrada Frontieresa 1936 je bila peta neprvenstvena dirka za Veliko nagrado v sezoni 1936. Odvijala se je 31. maja 1936 v belgijskem mestu Chimay.

## Rezultati

### Dirka
| Poz | Št | Dirkač                | Moštvo      | Dirkalnik        | Krogi | Čas/Odstop  | Št. m. |
| --- | -- | --------------------- | ----------- | ---------------- | ----- | ----------- | ------ |
| 1   | 14 | Eddie Hertzberger     | Privatnik   | MG K3            | 20    | 1:48:30     | 7      |
| 2   | 20 | Max Fourny            | Privatnik   | Bugatti T37A     | 28    | + 7:10      | 6      |
| 3   | 2  | Anne Rose-Itier       | Privatnica  | Bugatti T51A     | 20    | + 9:27      | 2      |
| 4   | 22 | Harry Herkuleyns      | Privatnik   | MG Q             | 18    | +2 kroga    | 8      |
| Ods | 6  | Arthur Legat          | Privatnik   | Bugatti T37A     | 13    | Motor       | 4      |
| Ods | 12 | Claude Barowski       | Privatnik   | Bugatti T51A     | 6     | Trčenje     | 5      |
| Ods | 2  | Hans Ruesch           | Privatnik   | Maserati 4CS     | 4     | Meh. okvara | 1      |
| Ods | 20 | Henri Durand          | Meh. okvara | Maserati 4CM     | 1     | 3           |        |
| DNA | 4  | Roger Chambard        | Privatnik   | Bugatti          |       |             |        |
| DNA | 18 | Christian Kautz       | Privatnik   | Maserati 4CM     |       |             |        |
| DNA | 20 | Walter Wüstrow        | Privatnik   | Bugatti          |       |             |        |
| DNA | 26 | Arthur Charles Dobson | Privatnik   | Maserati 8C-3000 |       |             |        |